# هنری استپ
هنری استپ (به انگلیسی: Henry Stapp) محقق و متخصص مکانیک کوانتمی آمریکایی است.
وی محقق آزمایشگاه ملی لارنس برکلی در کالیفرنیا در آمریکا است، و دکترای خود را از دانشگاه برکلی دریافت نمود.
وی که تحقیقات فوق دکترای خود را زیر نظر ولفگانگ پائولی انجام داد، در سالهای اخیر در فلسفه ذهن و خودآگاهی و بویژه تئوری مدل کوانتم مکانیکی مغز شهرت زیادی بدست آورده است.